# Tösstalbahn
| |                                           |                          |                          |
| Streckennummer (BAV): | 754 (Winterthur Grüze–Bauma–Rüti ZH West) |                          |                          |
| Fahrplanfeld: | 754                                       |                          |                          |
| Streckenlänge: | 43,6 km                                   |                          |                          |
| Spurweite: | 1435 mm (Normalspur)                      |                          |                          |
| Stromsystem: | 15 kV 16,7 Hz ~                           |                          |                          |
| Maximale Neigung: | 32 ‰                                      |                          |                          |
| |                                           |                          |                          |
| \| \| \| von Winterthur \| \| \| \| 2,5 \| Winterthur Grüze \| 452 m ü. M. \| \| \| \| nach St. Gallen \| \| \| \| 4,4 \| Winterthur Seen \| 468 m ü. M. \| \| \| 7,2 \| Sennhof-Kyburg \| 484 m ü. M. \| \| \| 8,6 \| Kollbrunn \| 493 m ü. M. \| \| \| 11,3 \| Rikon \| 512 m ü. M. \| \| \| 13,5 \| Rämismühle-Zell \| 530 m ü. M. \| \| \| 15,8 \| Turbenthal \| 550 m ü. M. \| \| \| 18,1 \| Wila \| 569 m ü. M. \| \| \| 21,2 \| Saland \| 601 m ü. M. \| \| \| 25,1 \| Bauma \| 639 m ü. M. \| \| \| \| von Uerikon \| \| \| \| \| Lipperschwendi (55 m) \| \| \| \| 29,8 \| Steg \| 695 m ü. M. \| \| \| 32,3 \| Fischenthal \| 735 m ü. M. \| \| \| 34,7 \| Gibswil \| 757 m ü. M. \| \| \| \| Jonaschlucht (31 m) \| \| \| \| \| Kühweid (132 m) \| \| \| \| \| Platteneinschnitt (14 m) \| \| \| \| 39,6 \| Wald \| 617 m ü. M. \| \| \| \| Jonabrücke (65 m) \| \| \| \| 44,5 \| Tann-Dürnten \| 516 m ü. M. \| \| \| \| von Wallisellen–Uster \| \| \| \| \| Jonaviadukt \| \| \| \| 46,1 \| Rüti ZH \| 482 m ü. M. \| \| \| \| nach Rapperswil \| \| |                                           |                          |                          |
| Strecke |                                           | von Winterthur           | von Winterthur           |
| Bahnhof | 2,5                                       | Winterthur Grüze         | 452 m ü. M.              |
| Abzweig geradeaus und nach links |                                           | nach St. Gallen          | nach St. Gallen          |
| Bahnhof | 4,4                                       | Winterthur Seen          | 468 m ü. M.              |
| Bahnhof | 7,2                                       | Sennhof-Kyburg           | 484 m ü. M.              |
| Haltepunkt / Haltestelle | 8,6                                       | Kollbrunn                | 493 m ü. M.              |
| Bahnhof | 11,3                                      | Rikon                    | 512 m ü. M.              |
| Haltepunkt / Haltestelle | 13,5                                      | Rämismühle-Zell          | 530 m ü. M.              |
| Bahnhof | 15,8                                      | Turbenthal               | 550 m ü. M.              |
| Bahnhof | 18,1                                      | Wila                     | 569 m ü. M.              |
| Bahnhof | 21,2                                      | Saland                   | 601 m ü. M.              |
| Bahnhof | 25,1                                      | Bauma                    | 639 m ü. M.              |
| Abzweig geradeaus und nach rechts |                                           | von Uerikon              | von Uerikon              |
| Tunnel |                                           | Lipperschwendi (55 m)    | Lipperschwendi (55 m)    |
| Haltepunkt / Haltestelle | 29,8                                      | Steg                     | 695 m ü. M.              |
| Bahnhof | 32,3                                      | Fischenthal              | 735 m ü. M.              |
| Haltepunkt / Haltestelle | 34,7                                      | Gibswil                  | 757 m ü. M.              |
| Tunnel |                                           | Jonaschlucht (31 m)      | Jonaschlucht (31 m)      |
| Tunnel |                                           | Kühweid (132 m)          | Kühweid (132 m)          |
| Tunnel |                                           | Platteneinschnitt (14 m) | Platteneinschnitt (14 m) |
| Bahnhof | 39,6                                      | Wald                     | 617 m ü. M.              |
| Brücke |                                           | Jonabrücke (65 m)        | Jonabrücke (65 m)        |
| Bahnhof | 44,5                                      | Tann-Dürnten             | 516 m ü. M.              |
| Abzweig geradeaus und von rechts |                                           | von Wallisellen–Uster    | von Wallisellen–Uster    |
| Brücke |                                           | Jonaviadukt              | Jonaviadukt              |
| Bahnhof | 46,1                                      | Rüti ZH                  | 482 m ü. M.              |
| Strecke |                                           | nach Rapperswil          | nach Rapperswil          |

Die Tösstalbahn, abgekürzt TTB, war ein Schweizer Eisenbahnunternehmen. Die von diesem betriebene gleichnamige Eisenbahnstrecke gehört heute zu den Schweizerischen Bundesbahnen (SBB) und führt vom Bahnhof Winterthur Grüze über Turbenthal, Bauma und Wald nach Rüti. Sie ist 43,6 Kilometer lang und elektrifiziert.

## Geschichte

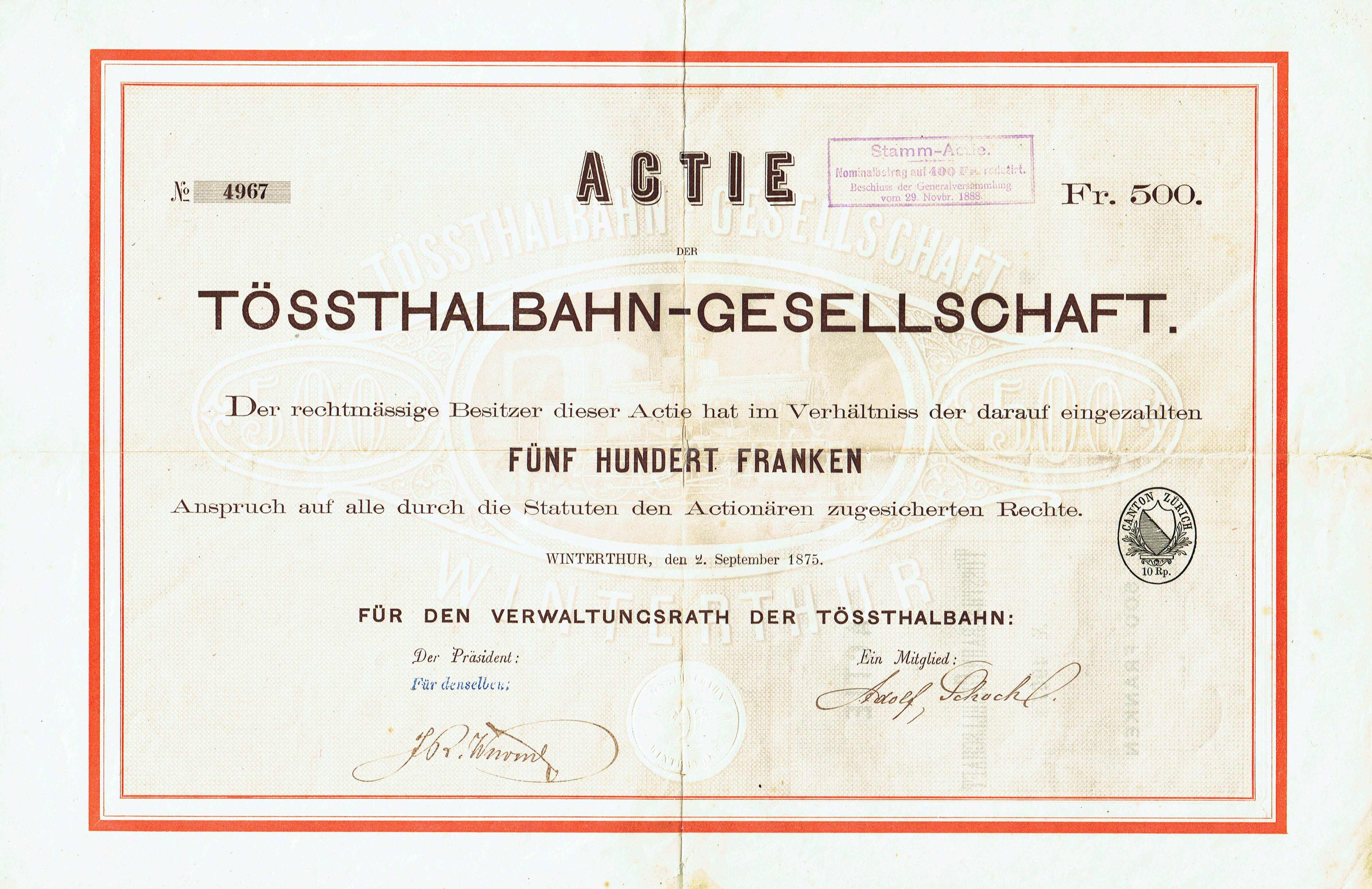
Aktie der Tössthalbahn-Gesellschaft vom 2. September 1875

Am 24. Juni 1865 fand in Turbenthal eine Versammlung zur Planung einer Tösstalbahn statt, an der ein Tössthalbahn-Comité gegründet wurde, in dessen Vorstand der Winterthurer Stadtpräsident und Ständerat Johann Jakob Sulzer, der Statthalter des Bezirks Pfäffikon Heinrich Gujer und der Unternehmer Adolf Guyer-Zeller als Sekretär sassen. Guyer-Zeller schied 1870 aus der Kommission aus, weil er Verfechter einer durchgehenden Töss-Allmannbahn war, die von Winterthur bis Bubikon führen sollte, wo der Anschluss an die seit 1859 durchgehend bis Chur befahrbare Strecke der Vereinigten Schweizerbahnen entstanden wäre. Die Kommission plante aber nur die Stichbahn Winterthur–Bauma, für deren Bau am 17. Dezember 1871 die Tösstalbahn-Gesellschaft gegründet wurde. Als Verwaltungsratspräsident wurde Johann Jakob Sulzer gewählt, der das Amt bis 1878 innehatte.
Da die Gemeinden im Tösstal nicht das gesamte Kapital für den Bau auftreiben konnten, sprang der im Tösstal geborene, in Mailand als Industriekaufmann tätige Johannes Schoch als Wohltäter ein. Dieser hatte daher ein grosses Mitspracherecht beim Linienverlauf und bei der Bauart sowie Lage der von ihm finanzierten Stationen. Einige Konflikte gab es mit den Vereinigten Schweizerbahnen wegen der beidseitigen Anschlüsse der Tösstalbahn. In Winterthur war dies die Mitbenützung der VSB-Strecke von Winterthur bis nach Grüze und in Wald der Anschluss an die selbstständig gegründete Wald-Rüti-Bahn, die ebenfalls von den VSB betrieben wurde. Aber durch den Einfluss von Johannes Schoch und seine finanzielle Förderung konnte eine halbwegs zufriedenstellende Einigung erzielt werden. Der Bau begann am 1. Februar 1872.
Die Strecke Grüze–Bauma wurde am 4. Mai 1875 eröffnet, wobei zwischen Grüze und dem Bahnhof Winterthur die TTB bis zur Fertigstellung ihres eigenen Gleises 1882 dasjenige der VSB benützte. Die Fortsetzung nach Wald konnte trotz Kostenüberschreitungen beim ersten Teil bereits am 15. Oktober 1876 eröffnet werden. Die Bahn erhielt dadurch Anschluss an die Glatthalbahn.
Ab dem Jahre 1902, nach der Verstaatlichung der Vereinigten Schweizerbahnen, übernahm die Tösstalbahn mit ihren Tösstalbahn-Lokomotiven den Betrieb auf der Wald-Rüti-Bahn.
Am 10. Juni 1918 wurde die Tösstalbahn, zusammen mit der Wald-Rüti-Bahn, als eine der letzten Privatbahnen rückwirkend auf den 1. Januar verstaatlicht und ging an die SBB über. Elektrifiziert wurde die Strecke 1951.
Wegen der starken Steigung von 32 ‰ zwischen Wald und Gibswil wird dieser Abschnitt in Anlehnung an die Gotthardbahn auch heute noch kleiner Gotthard genannt.
Von 1911 bis 1914 sowie 1946 bis 1951 hielten vereinzelte Züge auch auf dem Seemer Buck bei der Ziegelhütte und bedienten damit die Seemer Aussenwachten Gotzenwil, Iberg und Eidberg.

### Fahrzeuge
Die ersten fünf Lokomotiven der TTB waren dreiachsige Maschinen des Typs Ed 3/3 mit einer Leistung von 165 Pferdestärken (120 kW) baugleicher Art wie die Ed 3/3 der ursprünglichen Emmentalbahn (EB). Die Lokomotive Nr. 1 trug zu Ehren des Mäzens den Namen Johannes Schoch. Die Nr. 2 den Namen Winterthur, die Nr. 3 den Namen Bauma, die Nr. 5 den Namen Hörnli und die Nr. 6 den Namen Wald. Die Lokomotiven hatten auf der mit bis zu 32 ‰ ansteigenden Strecke von Wald hinauf nach Gibswil arg zu kämpfen, aber erstaunlicherweise wurden zwei davon 1884 durch noch kleinere mit nur zwei Triebachsen ersetzt. Anfänglich waren unter anderem sechs Doppelstockwagen mit je einem unteren und oberen Durchgangsabteil 2. und 3. Klasse und zuerst auch mit einem Abteil erster Klasse eingesetzt. Wegen der zu hoch angelegten Aufstiegtritte und der Aussentreppen waren diese Fahrzeuge bei den Reisenden nicht sehr beliebt. Sie wurden 1881 in einstöckige Wagen umgebaut und kurze Zeit später abgebrochen.

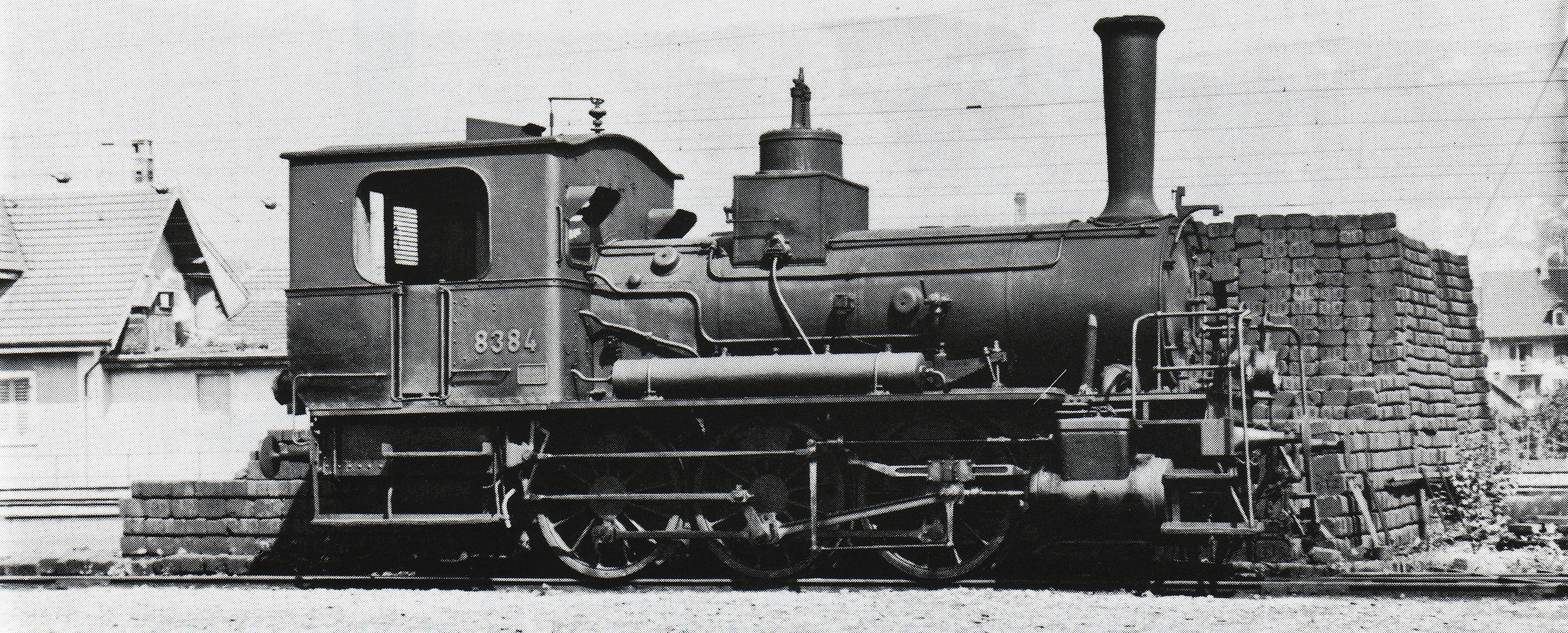
Tenderlokomotive Ed 3/3 Nr. 1 Schoch nach der Übernahme durch die SBB
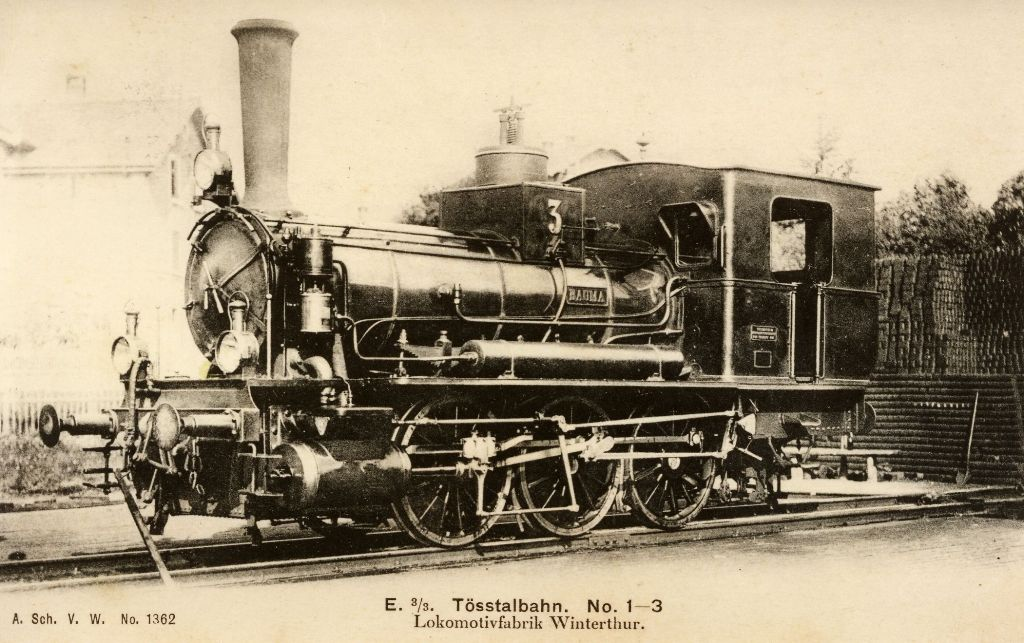
Tenderlokomotive Ed 3/3 Nr. 3 Bauma, 1910
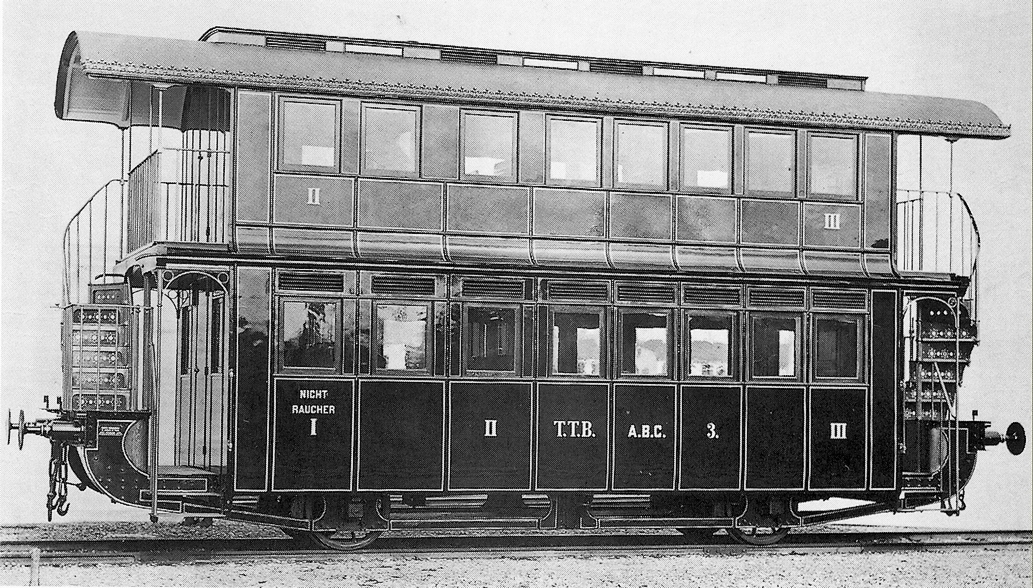
Doppelstockwagen

Am 1. Januar 1882 war die Gesellschaft im Besitz von sechs Lokomotiven, sechs Personenwagen und 100 Güterwagen.
Als Eigentumsmerkmal trugen alle Wagen der Gesellschaft das Kürzel „T.T.B.“. Personen- und Gepäckwagen waren dunkelgrün lackiert und hatten eine weiße Beschriftung. Güterwagen hatten einen bleigrauen Anstrich mit ebenfalls weißer Beschriftung. Bierwagen waren weiß mit roter Beschriftung und Wagen mit Westinghousebremse rotbraun mit weißer Aufschrift.

## Ausbau
Aufgrund des geplanten Mehrverkehrs ab Dezember 2018 wurden im Zeitraum von 2012 bis 2019 Baumassnahmen an den folgenden Stationen notwendig:
- Winterthur Seen: Verlängerung des Aussenperrons (neu 320 m), Anpassung Bahnsteigshöhe auf 55 cm
- Sennhof-Kyburg: Ausbau zur Kreuzungsstation, Anpassung Bahnsteigshöhe auf 55 cm
- Saland: Ausbau zur Kreuzungsstation
- Steg: Ersatz von Perron mit Bahnsteigshöhe auf 55 cm
- Gibswil: Verschiebung des Perrons und Anpassung Bahnsteigshöhe auf 55 cm
- Tann-Dürnten: Neubau stufenfreier Kreuzungsstation

## Betrieb
Auf der Tösstalbahn verkehrt die Linie S26 der S-Bahn Zürich, welche die Tösstalbahn in ihrer gesamten Länge befährt und von Thurbo betrieben wird. Die 4. Teilergänzungen der Zürcher S-Bahn beinhalten auch einen Angebotsausbau für die S26, welche seither neu im exakten Halbstundentakt verkehrt. Aufgrund von Verzögerungen im Plangenehmigungsverfahren am Bahnhof Tann-Dürnten wurde im Dezember 2018 zunächst der Kurs Winterthur – Bauma im Halbstundentakt geführt (bisher Hinketakt, variierende Abfahrtszeiten). Der zweigleisige Ausbau in Tann-Dürnten zum neuen Kreuzungsbahnhof begann im Oktober 2018. Die Inbetriebnahme und die Aufnahme des durchgehenden Halbstundentakts zwischen Winterthur und Rüti ZH erfolgte zum Fahrplanwechsel im Dezember 2019.
Ebenfalls zum Fahrplanwechsel im Dezember 2018 wurde die S11 neu auf einem Teilabschnitt der Tösstalbahn eingeführt. Die erfolgten Ausbauten ermöglichen während den Hauptverkehrszeiten die stündliche Führung eines S-Bahnkurses bis Wila.
Die ursprünglich zwischen Wald und Rüti verkehrende S43 wurde am 10. Dezember 2006 durch Autobusse ersetzt. Die eingestellte Linie taucht aber in einer langfristigen Vision des Zürcher Verkehrsverbunds (ZVV) wieder in über den Seedamm von Rapperswil verlängerter Form auf.